# Oleksandra Koerasova
Oleksandra Mychajlivna Koerasova (Oekraïens: Олександра Михайлівна Курасова; geboortenaam: Горбунова; Horboenova) (Berdjansk, 4 april 1986) was een Oekraïense basketbalspeelster die uitkwam voor het nationale team van Oekraïne.

## Carrière
Koerasova begon haar carrière in 2004 bij Kozatsjka-ZAlK Zaporizja. Met die club werd ze Landskampioen van Oekraïne in 2005. In 2006 ging ze naar Hongarije om te spelen voor MKB-Euroleasing Sopron. Met die club werd ze Landskampioen van Hongarije in 2007 en 2008. Ook werd ze met die club Bekerwinnaar van Hongarije in 2007 en 2008. In 2008 ging Koerasova spelen voor CSKA Moskou in Rusland. In 2009 stapte ze na het faillissement van CSKA over naar Halcón Viajes in Spanje. In 2010 keerde Koerasova terug naar haar thuisland om te spelen voor Dnipro Dnipropetrovsk. In 2012 stapte Koerasova over naar het Spaanse Rivas Ecópolis. Met die club won Koerasova de Copa de la Reina in 2013. In 2013 ging Koerasova spelen voor het Russische Dinamo Koersk. Met die club stond Koerasova in 2014 in de finale van de EuroCup Women. Ze verloren van Dinamo Moskou uit Rusland. De eerste wedstrijd verloren ze met 97-65 en wonnen ze de tweede wedstrijd met 61-85. Dit was niet voldoende voor de eindoverwinning. In 2014 stopte ze met basketbal.
Met Oekraïne speelde Koerasova op het Europees Kampioenschap van 2009 en 2013.

## Erelijst
- Landskampioen Oekraïne: 1
  - Winnaar: 2005
- Landskampioen Hongarije: 2
  - Winnaar: 2007, 2008
- Bekerwinnaar Hongarije: 2
  - Winnaar: 2007, 2008
- Landskampioen Rusland:
  - Derde: 2009, 2014
- Copa de la Reina: 1
  - Winnaar: 2013
- EuroCup Women:
  - Runner-up: 2014